# Rádžendra Pačaurí
Rádžendra Kumár Pačaurí (angl. přepis Rajendra Kumar Pachauri; 20. srpna 1940, Nainital, Indie – 12. února 2020) byl indický inženýr a vysokoškolský pedagog, známý zejména jako šéf Mezivládního panelu pro změnu klimatu v letech 2002 až 2015, jenž byl prosinci 2007 oceněn Nobelovu cenu míru spolu s bývalým americkým viceprezidentem Al Gorem.
Z pozice šéfa IPCC odstoupil po zahájení jeho vyšetřování z podezření na sexuální obtěžování. Při odstupování řekl, že je ochrana Země pro něj náboženstvím.